# Христианско-демократическая народная партия (Венгрия)
Христианско-демократическая народная партия (венг. Kereszténydemokrata Néppárt — KDNP) — венгерская партия праводемохристианского толка. Младший партнёр партии «Фидес — Венгерский гражданский союз» в правящей с 2010 года правительственной коалиции Виктора Орбана.

## История
Первоначально партия с данным названием была создана в 1943 году на базе Католического социального народного движения (Katolikus Szociális Népmozgalom, 1943—1944) как преемница Объединённой христианской партии (Egyesült Kereszténypárt, 1937—1944).
В партии наблюдалось трение между левым, христианско-социалистическим, крылом во главе с журналистом Иштваном Баранковичем и правым, клерикально-консервативным крылом во главе с приближённым кардинала Миндсенти Йожеформ Палфи. Левое в итоге победило, и Баранкович возглавил партию 8 мая 1945 года, переименовав её в Демократическую народную партию (Demokrata Néppárt); Палфи пытался создать собственную ХДНП, но новые просоветские власти не дали ей легализации.
Партия находилась в оппозиции к правящему руководству Венгрии и проводимым им преобразованиям. На парламентских выборах 1947 года партия стала самой успешной из всех оппозиционных (Независимая партия мелких хозяев входила в альянс с Коммунистической, Социал-демократической и Национально-крестьянской партиями) сил, получив 16,5 % голосов (второе место) и 60 депутатских мест (третье место).
В 1949 году лидер партии Иштван Баранкович отказался участвовать в показательном процессе против кардинала Миндсенти (в обмен на что Матьяш Ракоши обещал неприкосновенность для членов партии) и бежал в Австрию в машине американского дипломата; многие члены партии также эмигрировали или были репрессированы, а сама партия — распущена.

## Современная партия
В 1989 году партия была возрождена как правопреемница ХДНП-ДНП. На первых же многопартийных выборах в 1990 году ХДНП получила 21 место в парламенте (6,46 % голосов) и участвовала в правящей коалиции Йожефа Антала — Петера Бороша.
В 1994 году партия получила 7,03 % голосов, 22 места в парламенте и перешла в оппозицию левоцентристскому правительству Дьюлы Хорна. На выборах 1998 и 2002 годов партия не смогла преодолеть пятипроцентный барьер, получив 2,59 % и 3,9 % голосов соответственно. В это время партия сблизилась с влиятельной правоцентристской партией Фидес — Венгерский гражданский союз. На выборах 2006 года Фидес и ХДНП участвовали единой коалицией, получившей 42,03 % голосов и 164 депутатских места, 23 из которых достались ХДНП.
На выборах в Европарламент в 2009 году коалиция Фидес—ХДНП одержала убедительную победу, набрав 56,4 % голосов и получив 14 мандатов из 22, отведённых для Венгрии, из них 1 мандат достался ХДНП.
На парламентских выборах 2010 года коалиция Фидес—ХДНП получила большинство мест уже в первом раунде голосования (206 мест от общего числа в 386). Кандидаты Фидес—ХДНП получили абсолютное большинство голосов в 119 из 176 одномандатных округов, в 56 из 57 остальных они получили относительное большинство. Во втором туре кандидаты Фидес—ХДНП победили в 53 из 57 оставшихся одномандатных округов, ещё в одном округе победил единый кандидат Фидес—ХДНП—Партии предпринимателей. Всего коалиция, в которой ведущую роль играла Фидес, получила 263 места из 386 (68,1 % мест), из них 37 достались ХДНП.
Председателем партии с 2007 года является Жолт Шемьен, он занял пост вице-премьер-министра в сформированном в 2010 году правительстве Виктора Орбана.
В 2016 году ХДНП вместе с партией Фидес выступила инициатором референдума по вопросу о квотах на беженцев, которых Евросоюз предлагал поселить на территории Венгрии. Как и Фидес, партия активно агитировала против расселения беженцев в Венгрии.
После того, как Фидес вышел из ЕНП, представитель ХДНП оставался во фракции ЕНП Европарламента до 2024 года.
В 2022 сохранила коалицию с Фидес. Во фракции 19 членов.